# Mononucleosi infecciosa
La mononucleosi infecciosa, també coneguda com a febre glandular, és una infecció causada generalment pel virus d'Epstein-Barr (VEB). La majoria de les persones s'infecten pel virus quan són nens, quan la malaltia produeix pocs o cap símptoma. En adults joves, la malaltia sovint provoca febre, mal de coll, ganglis limfàtics engrandits al coll i fatiga. La majoria de les persones es recuperen en dues o quatre setmanes; tanmateix, la sensació de cansament pot durar mesos. El fetge o la melsa també es poden inflar, excepcionalment es pot produir una ruptura esplènica.
Tot i que sol ser causada pel virus d'Epstein-Barr, també conegut com a herpesvirus humà 4, que és un membre de la família de l'herpesvirus, alguns altres virus també poden causar la malaltia. Es transmet principalment a través de la saliva, però rarament es pot transmetre a través del semen o la sang. La propagació es pot produir per objectes com ara gots o raspalls de dents o per tos o esternuts. Aquells que estan infectats poden propagar la malaltia setmanes abans que es desenvolupin els símptomes. La mononucleosi es diagnostica principalment en funció dels símptomes i es pot confirmar amb anàlisis de sang per a anticossos Una altra troballa típica és l'augment de limfòcits sanguinis dels quals més d'un 10% són atípics. La prova del Paul-Bunnell (o la millorada) no es recomana per a ús habitual a causa de la poca precisió.
No hi ha una vacuna pel VEB, tot i que existeixen resultats prometedors de la investigació de vacunes. La infecció es pot prevenir si no es comparteix objectes personals ni saliva amb la persona infectada. La mononucleosi generalment millora sense cap tractament específic. Els símptomes es poden reduir bevent força líquids, descansant prou i prenent medicaments per al dolor com ara paracetamol i ibuprofèn.
La mononucleosi afecta amb més freqüència les persones d'entre 15 i 24 anys al món desenvolupat. Al món en desenvolupament, les persones s'infecten més sovint a la primera infància quan hi ha menys símptomes. Entre els 16 i 20 anys és la causa d'un 8% dels mals de coll. Al voltant de 45 de cada 100.000 persones desenvolupen la mononucleosi infecciosa cada any als Estats Units. Gairebé el 95% de les persones adultes ja han tingut una infecció pel VEB. La malaltia es presenta de manera igual en totes les èpoques de l'any. La mononucleosi es va descriure per primera vegada a la dècada de 1920 i es coneix col·loquialment com la "malaltia del petó".

## Història
El terme mononucleosi infecciosa fou introduït el 1920, quan es va descriure una síndrome caracteritzada per febre, limfadenomegàlies, fatiga i limfocitosi en sis pacients. El 1968, Henle va demostrar que el virus d'Epstein-Barr era l'agent etiològic de les síndromes mononucleòsides (SMN) associades amb la presència d'anticossos heteròfils.

## Agents causals
- Virus d'Epstein-Barr (VEB) 90%
- Citomegalovirus (CMV) 10%

## Variants atípiques de la mononucleosi
En nens petits, la malaltia sol ser asimptomàtica. El curs de la malaltia pot també ser crònic, ja que alguns pacients sofreixen els símptomes de la malaltia durant mesos o anys. Aquesta pot derivar rarament a la que es coneix com a síndrome crònica de la fatiga o síndrome d'EBV.

## Mortalitat/morbiditat
En els països desenvolupats la mort a causa de la mononucleosi és molt estranya. Les complicacions mortals que es poden donar són la ruptura de la melsa, infeccions bacterianes, insuficiència hepàtica i el desenvolupament de miocarditis viral.

## Tractament
AutocuraLa mononucleosi infecciosa és generalment autolimitada i només s'hi utilitzen tractaments de suport simptomàtics. Es recomana descans durant la fase aguda de la infecció, i l'activitat es pot reprendre un cop els símptomes aguts han desaparegut. No obstant això, s'han d'evitar l'activitat física intensa i els esports de contacte per reduir el risc de ruptura esplènica, com a mínim un mes després de la infecció inicial o l'esplenomegàlia s'hagi resolt, segons el que determini el metge tractant
MedicamentsPel que fa als tractaments farmacològics, es poden utilitzar antiinflamatoris no esteroidals (Aines) com l'ibuprofèn, per reduir la febre i el dolor. Els corticoesteroides, generalment hidrocortisona o dexametasona, no es recomanen per a ús rutinari, però poden ser útils en les complicacions, si hi ha un risc d'obstrucció de via aèria, trombocitopènia severa o anèmia hemolítica. Hi ha poca evidència per donar suport l'ús d'aciclovir, encara que pot reduir la propagació viral inicial. No obstant això. recentment el valaciclovir ha demostrat reduir o eliminar la presència del virus d'Epstein-Barr en pacients afectats amb mononucleosi aguda, cosa que dona lloc a una disminució significativa de la severitat dels símptomes. No es fan servir antibiòtics perquè són ineficaços contra les infeccions virals. És més, l'amoxicil·lina està relativament contraindicades en el cas d'infeccions bacterianes que coincideixin amb la mononucleosi, perquè poden provocar erupcions al·lèrgiques.